# Panamericansaurus
Panamericansaurus ist eine Gattung sauropoder Dinosaurier aus der Gruppe der Titanosauria, die während der Oberkreide in Südamerika lebte. Der bislang einzige Fund stammt aus der Allen-Formation (Campanium bis Maastrichtium) der argentinischen Provinz Neuquén. Es handelte sich um einen nahen Verwandten der Gattung Aeolosaurus; beide Gattungen werden innerhalb der Aeolosaurini klassifiziert. Einzige Art ist Panamericansaurus schroederi.

## Merkmale
Bisher ist lediglich ein Fund bekannt (Holotyp, Exemplarnummer MUCPv-417), der aus fünf Schwanzwirbeln, einem Kreuzbeinwirbel, einem Oberarmknochen, zwei Hämalbögen sowie Rippenfragmenten besteht.
Von verwandten Gattungen lässt sich Panamericansaurus durch Merkmale anhand der Schwanzwirbel abgrenzen: So zeigen beispielsweise die vorderen mittleren Schwanzwirbel Präzygapophysen (mechanische Verbindungselemente), die anterodorsal (nach vorne und nach oben) ausgerichtet sind und gleich kurz oder kürzer waren als die Länge der Wirbelzentren. Der Oberarmknochen (Humerus) ist graziler als bei verwandten Gattungen.

## Systematik
Panamericansaurus gilt als ein Vertreter der Aeolosaurini. Zu dieser Gruppe werden für gewöhnlich Aeolosaurus und Gondwanatitan gezählt; gelegentlich werden Rinconsaurus und Maxakalisaurus dieser Gruppe zugeordnet. Santucci und Kollegen (2011) kommen zu dem Ergebnis, dass Panamericansaurus, Maxakalisaurus und Rinconsaurus ursprünglichere (basalere) Vertreter der Aeolosaurini waren als Aeolosaurus und Gondwanatitan.

## Forschungsgeschichte und Namensgebung
Die Überreste wurden im Juni 2003 bei einer Expedition der Universidad Nacional del Comahue nahe der Stadt San Patricio del Chañar entdeckt. Es handelt sich um die ersten Dinosaurierfossilien, die aus der Allen-Formation auf dem Gebiet der Provinz Neuquén entdeckt wurden. Anfangs wurden die Fossilien vorläufig der Gattung Aeolosaurus zugeschrieben – erst nachdem umfangreichere Studien die Abgrenzung von Aeolosaurus zu anderen Gattungen verfeinerten, wurde klar, dass die in Neuquén entdeckten Fossilien einer eigenständigen Gattung zugeordnet werden können. Die neue Art und Gattung, Panamericansaurus schroederi, wurde 2010 von Jorge Calvo und Juan Porfiri aufgestellt und beschrieben.
Der Name Panamericansaurus ist der Firma Pan American Energy gewidmet, welche die Forschungen finanziell unterstützte. Der zweite Teil des Artnamens, schroederi, ehrt die Familie Schroeder, auf deren Land die Fossilien entdeckt wurden.